# Poyntonia paludicola
Poyntonia paludicola é uma espécie de anfíbio da família Petropedetidae. É a única espécie do género Poyntonia.
É endémica da África do Sul.
Os seus habitats naturais são: matagais mediterrânicos e rios.
Está ameaçada por perda de habitat.